# Merla africana
La merla africana (Turdus pelios) és un ocell de la família dels túrdids (Turdidae).

## Hàbitat i distribució
Habita la selva pluvial i sabana prop de l'aigua, a les terres baixes del Senegal, Gàmbia, sud de Mali, Burkina Faso, sud de Níger, Guinea Bissau, Guinea, Sierra Leone, Libèria, Costa d'Ivori, Ghana, Togo, Benín, Nigèria, Camerun, l'illa de Bioko, Guinea Equatorial, el Gabon, República del Congo, República Democràtica del Congo, República Centreafricana, sud de Txad i Sudan del Sud fins Etiòpia, Eritrea, Ruanda, Burundi, Uganda i oest de Kenya, cap al sud al centre d'Angola, centre de Zàmbia i oest de Tanzània.